# Австралийский шишечник
Австралийский шишечник (лат. Cleidopus gloriamaris) — вид лучепёрых рыб из семейства шишечниковых, единственный представитель рода Cleidopus. Известен также как рыба-кольчуга или рыба-рыцарь за соответствующий раскрас, как рыба-«бортовые огни» за пару биолюминесцентных органов, напоминающих навигационные огни кораблей. Видовое название происходит от латинских слов gloria и maris, означающих «великолепие моря».

## Среда обитания
Австралийский шишечник водится в прибрежных водах Квинсленда, Нового Южного Уэльса, и Западной Австралии. Он встречается на глубине 6—200 метров в рифах и гаванях.

## Описание
Максимальная длина тела 22 см. У него округлое тело, почти полностью покрытое большими, жёсткими чешуйками с острыми шипами. Голова большая, укреплённая тяжёлой костью, рыло тупое и нависает над широким ртом. Зубы тонкие и маленькие, расположены на челюстях, нёбных костях и сошнике. Ямки на нижней челюсти около углов рта, скрытые, когда рот закрыт, содержат биолюминисцентные бактерии. У молодых рыб этот фотофор зелёный, и с годами он краснеет. Первый спинной плавник состоит из 5—7 жёстких шипов без мембраны, двигающихся попеременно влево и вправо. Второй спинной плавник состоит из 12 мягких плавниковых лучей. Каждый брюшной плавник содержит огромный шип и 3—4 рудиментарных луча. Брюшной плавник может быть фиксирован под прямым углом к телу. Анальный плавник состоит из 11—12 лучей, а грудной плавник — из 14—15 лучей.
Чешуя австралийского шишечника — жёлто-белого цвета с чёрными границами. Губы, подбородок и часть челюстей — чёрные. На нижней челюсти есть красная полоска, тянущаяся к фотофору. Этот вид очень похож на рыб рода Monocentris, но отличается узкой слёзной костью и расположением световых органов, которые у Monocentris располагаются вблизи конца нижней челюсти. От японского шишечника (Monocentris japonica) он отличается более округлым рылом.

## Биология и экология
Австралийский шишечник — плохой пловец из-за своих маленьких плавников и жёсткой чешуи. Ночной вид, днём его можно найти в пещерах или под скалистыми уступами. В заповеднике в Новом Южном Уэльсе документально засвидетельствовали, что небольшая группа шишечников по крайней мере 7 лет жила под одной и той же каменной грядой, а другая группа под другой грядой — 3 года. Ночью представители этого вида выбираются на песчаные отмели в поисках еды, высвечивая креветок своими световыми органами. Свет может также использоваться для общения с сородичами. Свет шишечников излучается колониями бактерий-симбиотов Vibrio fischeri в фотофорах. Покинувшие фотофоры V. fischeri встречаются и свободно-живущими в море, но их свечение тускнеет спустя пару часов после освобождения. В неволе представители вида живут до 10 лет.

## Отношения с людьми
Австралийский шишечник довольно часто встречается в глубоких водах, но из-за его скрытной натуры какое-то время после открытия вида исследователям были доступны лишь образцы, выброшенные на берег штормом. Иногда эту рыбу вылавливают коммерческие траулеры ввиду её популярности у аквариумистов. Рыбы довольно выносливы, но нуждаются в каменистых убежищах и живой пище.